# 1 500 meter för damer i friidrott vid olympiska sommarspelen 2008
Damernas 1 500 meter i Olympiska sommarspelen 2008 ägde rum 19 - 23 augusti i Pekings Nationalstadion.
Kvalificeringsstandarden var 4.07,00 min (A standard) och 4.08,00 min (B standard). 

## Medaljörer
| Event       | Guld                    | Guld    | Silver                    | Silver  | Brons                   | Brons   |
| 1 500 meter | Nancy Jebet Lagat Kenya | 4.00,23 | Irina Lisjtjinska Ukraina | 4.01,63 | Natalija Tobias Ukraina | 4.01,78 |

## Rekord
Före tävlingarna gällde dessa rekord:
| Världsrekord     | Kina Qu Yunxia      | 3.50,46 | Peking, Kina    | 11 september 1993 |
| Olympiskt rekord | Rumänien Paula Ivan | 3.53,96 | Seoul, Sydkorea | 1 oktober 1988    |

## Resultat
- Q innebär avancemang utifrån placering i heatet.
- q innebär avancemang utifrån total placering.
- DNS innebär att personen inte startade.
- DNF innebär att personen inte fullföljde.
- DQ innebär diskvalificering.
- NR innebär nationellt rekord.
- OR innebär olympiskt rekord.
- WR innebär världsrekord.
- WJR innebär världsrekord för juniorer
- AR innebär världsdelsrekord (area record)
- PB innebär personligt rekord.
- SB innebär säsongsbästa.

### Försöksheat
| Placering | Heat | Namn                  | Nationalitet   | Tid     | Noteringar |
| --------- | ---- | --------------------- | -------------- | ------- | ---------- |
| 1         | 3    | Nancy Lagat           | Kenya          | 4.03,02 | Q, SB      |
| 2         | 3    | Natalija Tobias       | Ukraina        | 4.03,19 | Q, SB      |
| 3         | 3    | Lisa Dobriskey        | Storbritannien | 4.03,22 | Q, PB      |
| 4         | 3    | Shannon Rowbury       | USA            | 4:03.89 | q          |
| 5         | 3    | Anna Alminova         | Ryssland       | 4:04.66 | q          |
| 6         | 1    | Maryam Yusuf Jamal    | Bahrain        | 4:05.14 | Q          |
| 7         | 1    | Natalia Rodríguez     | Spanien        | 4:05.30 | Q          |
| 8         | 1    | Siham Hilali          | Marocko        | 4:05.36 | Q, SB      |
| 9         | 1    | Anna Misjtjenko       | Ukraina        | 4:05.61 | q, PB      |
| 10        | 1    | Sarah Jamieson        | Australien     | 4:06.64 |            |
| 11        | 1    | Stephanie Twell       | Storbritannien | 4:06.68 |            |
| 12        | 1    | Anna Jakubczak        | Polen          | 4:07.33 |            |
| 13        | 3    | Sylwia Ejdys          | Polen          | 4:08.37 |            |
| 14        | 3    | René Kalmer           | Sydafrika      | 4:08.41 |            |
| 15        | 3    | Sonja Roman           | Slovenien      | 4:08.52 |            |
| 16        | 3    | Liu Qing              | Kina           | 4:09.27 |            |
| 17        | 1    | Christin Wurth-Thomas | USA            | 4:09.70 |            |
| 18        | 1    | Irene Jelagat         | Kenya          | 4:09.92 |            |
| 19        | 3    | Meskerem Assefa       | Etiopien       | 4:10.04 |            |
| 20        | 2    | Irina Lisjtjinska     | Ukraina        | 4:13.60 | Q          |
| 21        | 2    | Iris Fuentes-Pila     | Spanien        | 4:14.10 | Q          |
| 22        | 2    | Btissam Lakhouad      | Marocko        | 4:14.34 | Q          |
| 23        | 2    | Susan Scott           | Storbritannien | 4:14.66 |            |
| 24        | 1    | Konstadína Efedáki    | Grekland       | 4:15.02 |            |
| 25        | 2    | Viola Kibiwot         | Kenya          | 4:15.62 |            |
| 26        | 2    | Gelete Burka          | Etiopien       | 4:15.77 |            |
| 27        | 2    | Agnes Samaria         | Namibia        | 4:15.80 |            |
| 28        | 2    | Erin Donohue          | USA            | 4:16.05 |            |
| 29        | 2    | Lisa Corrigan         | Australien     | 4:16.32 |            |
| 30        | 1    | Nahida Touhami        | Algeriet       | 4:18.99 |            |
| 31        | 2    | Lidia Chojecka        | Polen          | 4:19.57 |            |
| 32        | 3    | Bouchra Chaabi        | Marocko        | 4:19.89 |            |
| 33        | 2    | Domingas Togna        | Guinea-Bissau  | 5:05.76 | NR         |

### Final
| Placering | Namn               | Nationalitet   | Tid     | Noteringar |
| --------- | ------------------ | -------------- | ------- | ---------- |
| 1         | Nancy Lagat        | Kenya          | 4.00,03 | PB         |
| 2         | Irina Lisjtjinska  | Ukraina        | 4.01,63 |            |
| 3         | Natalija Tobias    | Ukraina        | 4.01,78 | PB         |
| 4         | Lisa Dobriskey     | Storbritannien | 4.02,10 | PB         |
| 5         | Maryam Yusuf Jamal | Bahrain        | 4.02,71 |            |
| 6         | Natalia Rodríguez  | Spanien        | 4.03,19 | SB         |
| 7         | Shannon Rowbury    | USA            | 4.03,58 |            |
| 8         | Iris Fuentes-Pila  | Spanien        | 4.04,86 |            |
| 9         | Anna Misjtjenko    | Ukraina        | 4.05,13 | PB         |
| 10        | Siham Hilali       | Marocko        | 4.05,57 |            |
| 11        | Anna Alminova      | Ryssland       | 4.06,99 |            |
| 12        | Btissam Lakhouad   | Marocko        | 4.07,25 |            |